# الشويهدات
الشويهدات قرية صغيرة تتبع ناحية قرى مركز دريكيش في شرق منطقة دريكيش في محافظة طرطوس. تقع على بعد 5 كم جنوب شرق مدينة الدريكيش، وتبعد 13 كم عن صافيتا. تتمتع بطبيعة جميلة جدًا. يحد القرية من الشرق قرية الكيمة ويحدها من الغرب قرية صباح الخير.
وتعتبر هذه القرية من القرى المتقدمة تعليميا حيث يزيد عدد الجامعيين عن المئة والخمسين وهو عدد مرتفع بالنسبة لتعداد سكان القرية البالغ عددهم 1500 نسمة، وخاصة من دارسي اللغات، ولا سيما اللغة الفرنسية والإنكليزية وتخصصات علمية مختلفة.
يوجد في الشويهدات جامعان، في شرق القرية وغربها. يشتهر أهلها بالكرم وحسن الضيافة ومحبه بعضهم البعض بشكل غير طبيعي تشتهر قرية الشويهدات بطبيعتها الجميلة وبكثرة الينابيع المعدنية وبطيبة أهلها شأنها شأن الكثير من قرى الساحل السوري، وترتبط بطريق واستراد حديث مع محيطها وبها العديد من المراكز والمشاريع الخدمية والمحال التجارية وخاصة في منطقه البيدر وخاصه محلات الفروج والعطورات وهدايا العشاق وبالنسبة للمدارس يوجد فيها مدرسة ابتدائية ومدرسة اعدادية وتشتهر القرية بزراعة الزيتون والأشجار المثمرة.